# Wijzer (logaritme)
De wijzer van een (decimaal) getal is, eenvoudig gezegd, 1 minder dan het aantal cijfers voor de komma. Het gaat daarbij om positieve getallen groter dan 1. Algemeen kan dit worden uitgedrukt als het gehele deel van de tiendelige logaritme van dat getal. Met deze definitie zijn er geen beperkingen aan het getal. Als men een getal vermenigvuldigt met tien, wordt de wijzer 1 groter. Wijzers werden vooral bij rekenen gebruikt, voordat de rekenmachine algemeen werd, bijvoorbeeld bij het rekenen met een rekenliniaal of met een logaritmetafel. Om een getal te schrijven met één cijfer voor de komma, dus niet een 0, moet in deze voorstelling vermenigvuldigd worden met een factor 10 met de wijzer als exponent.
Als {\displaystyle w} de wijzer is van een getal {\displaystyle a}, is de logaritme:
{\displaystyle \log _{10}a=w+m}
met {\displaystyle 0\leq m<1} de mantisse
Omgekeerd geldt dus:
{\displaystyle a=q\cdot 10^{w}}
mmet {\displaystyle 0\leq q=10^{m}<10}, dus een getal met 1 cijfer voor de komma. 
Verschuiven van de komma verandert wel de wijzer, maar niet de mantisse.
{\displaystyle \log(4654)=3{,}66783}
{\displaystyle \log(46{,}54)=1{,}66783}
{\displaystyle \log(4{,}654)=0{,}66783}
De wijzer is hier respectievelijk 3, 1 en 0.
{\displaystyle 4654=4{,}654\cdot 10^{3}}
de wijzer is hier dus 3.
{\displaystyle \log _{10}(0{,}4564)=-1+0{,}66783}
wat dikwijls geschreven wordt als {\displaystyle {\bar {1}}{,}66783}. De wijzer is hier −1.
{\displaystyle \log _{10}(0{,}04564)=-2+0{,}66783}
wat dikwijls geschreven wordt als {\displaystyle {\bar {2}}{,}66783}. De wijzer is hier −2.
{\displaystyle 0{,}04654=4{,}654\cdot 10^{-2}}, de wijzer is hier dus −2.

## Voorbeeld
Voordat rekenmachines en computers gemeengoed waren, werden veel berekeningen uitgevoerd met behulp van logaritmetafels. De berekening
{\displaystyle 1234\times 567}
werd uitgevoerd door gebruik te maken van de eigenschap:
{\displaystyle \log _{10}(1234\times 567)=\log _{10}1234+\log _{10}567)}
In stappen:
- bepaal de wijzers {\displaystyle w} van beide getallen:

{\displaystyle w_{1}=w(1234)=3;\,w_{2}=w(567)=2}
- tel de wijzers bij elkaar op:

{\displaystyle w=w_{1}+w_{2}=5}
- bepaal de mantissen, de logaritmen van beide gereduceerde getallen, door opzoeken in een tabel

{\displaystyle m_{1}=\log _{10}1{,}234=0{,}019315}
{\displaystyle m_{2}=\log _{10}5{,}67=0{,}753583}
- tel de mantissen bij elkaar op:

{\displaystyle m=m_{1}+m_{2}=0{,}019315+0{,}753583=0{,}844898}
- zoek in de tabel van welk getal {\displaystyle m=0{,}844898} de mantisse is:

{\displaystyle 10^{0{,}844898}\approx 6{,}996776}
- verplaats de komma zoveel plaatsen naar rechts als de wijzer aangeeft:

{\displaystyle 1234\times 567\approx 699678}